# Mitsubishi Heavy Industries Football Club 1975
Questa voce raccoglie le informazioni riguardanti il Mitsubishi Heavy Industries nelle competizioni ufficiali della stagione 1975.

## Stagione
Per il secondo anno consecutivo il Mitsubishi Heavy Industries fu protagonista di un'accesa lotta per il titolo nazionale contro lo Yanmar Diesel: dopo aver concluso il girone di andata in testa, la squadra si lasciò scavalcare dai rivali durante il girone di ritorno concludendo al secondo posto. In coppa nazionale la squadra fu eliminata in semifinale dal Fujita Kogyo.

## Maglie e sponsor
| Manica sinistra · Manica sinistra · Maglietta · Maglietta · Manica destra · Manica destra · Pantaloncini · Calzettoni | Manica sinistra · Maglietta · Manica destra · Pantaloncini · Calzettoni |  |

## Rosa
| N. |                     | Ruolo | Calciatore          |
| -- | ------------------- | ----- | ------------------- |
| 1  | Giappone (bandiera) | P     | Kenzō Yokoyama      |
| 2  | Giappone (bandiera) | D     | Kuniya Daini        |
| 3  | Giappone (bandiera) | D     | Kazuo Saitō         |
| 4  | Giappone (bandiera) | D     | Katsumi Murakoshi   |
| 5  | Giappone (bandiera) | C     | Hiroshi Ochiai      |
| 6  | Giappone (bandiera) | C     | Takaji Mori         |
| 7  | Giappone (bandiera) | A     | Kazumi Takada       |
| 8  | Giappone (bandiera) | C     | Michio Ashikaga     |
| 9  | Giappone (bandiera) | A     | Ichirō Hosotani     |
| 10 | Giappone (bandiera) | C     | Kenji Okubo         |
| 11 | Giappone (bandiera) | C     | Mitsunori Fujiguchi |
| 12 | Giappone (bandiera) | A     | Yoshikazu Nakanishi |

| N. |                     | Ruolo | Calciatore          |
| -- | ------------------- | ----- | ------------------- |
| 13 | Giappone (bandiera) | D     | Eiichi Otani        |
| 14 | Giappone (bandiera) | C     | Masatoshi Matsunaga |
| 15 | Giappone (bandiera) | D     | Minoru Seishi       |
| 16 | Giappone (bandiera) | D     | Takao Hirano        |
| 17 | Giappone (bandiera) |       | Koji Oguchi         |
| 18 | Giappone (bandiera) | D     | Hisao Suzuki        |
| 19 | Giappone (bandiera) | A     | Hisao Sekiguchi     |
| 20 | Giappone (bandiera) |       | Hiroshi Saito       |
| 21 | Giappone (bandiera) |       | Satoshi Kobayashi   |
| 22 | Giappone (bandiera) | P     | Mitsuhisa Taguchi   |
| 23 | Giappone (bandiera) | D     | Satoru Kawashima    |

## Statistiche

### Statistiche di squadra
| Competizione          | Punti | Totale | Totale | Totale | Totale | Totale | Totale | DR  |
| Competizione          | Punti | G      | V      | N      | P      | Gf     | Gs     | DR  |
| --------------------- | ----- | ------ | ------ | ------ | ------ | ------ | ------ | --- |
| Japan Soccer League   | 29    | 18     | 13     | 3      | 2      | 30     | 16     | +14 |
| Coppa dell'Imperatore | -     | 3      | 2      | 0      | 1      | 3      | 2      | +1  |
| Totale                |       | 21     | 15     | 3      | 3      | 33     | 18     | +15 |